# Jabutiana
Jabutiana, ou Jabotiana, é um bairro da Zona Oeste de Aracaju, limitando-se ao norte com o Capucho, a leste com o América, o Ponto Novo, o Luzia e o Distrito Industrial de Aracaju (DIA), ao sul com o São Conrado, o povoado Aloque e o Santa Maria, e a oeste com os povoados Várzea Grande, Cabrita e Barreiro, os três situados no município de São Cristóvão. No bairro, estão localizados os conjuntos JK, Sol Nascente e Santa Lúcia. A Jabotiana é atravessada pelo rio Poxim, que tem, ao longo do seu curso, uma expressiva vegetação de manguezal, apesar da especulação imobiliária. O relevo predominantemente de planície tem alguns morrotes com formação de barreiras, que estão sendo desmontados para servir à construção civil.

## Etimologia
O significado etimológico do termo tupi “Jabotiana” é: jaboti= cágado d’água + ana=  nascer, surgir ou aparecer. Lugar onde nasce ou aparece cágado d’água. Significado confirmado pela geografia local, onde ocorre rios, riachos e lagoas, o habitat natural daquela espécie de quelônio.

## História

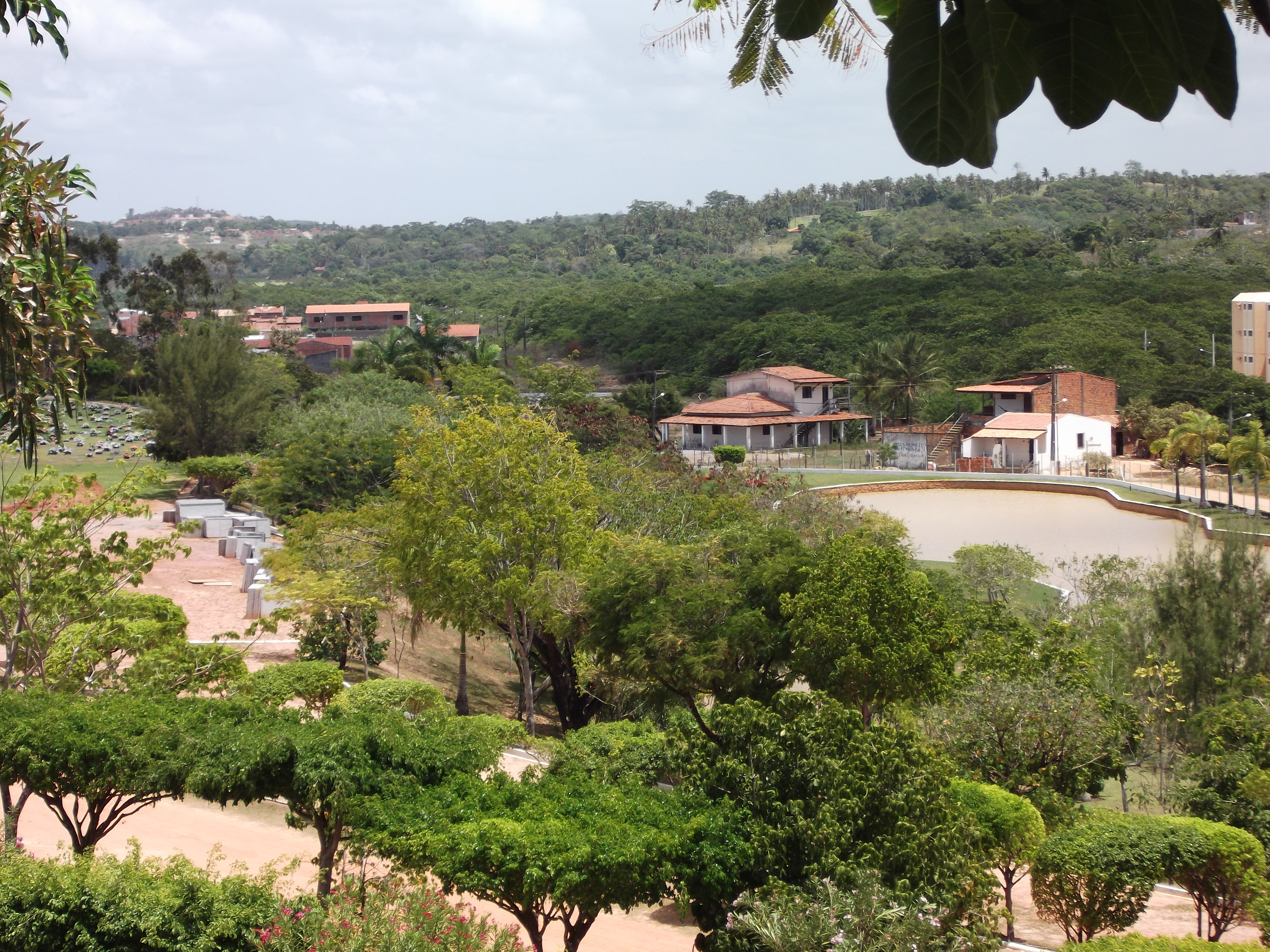
O contraste entre o urbano e o rural ainda persiste na Jabutiana, Aracaju-SE, 2012

O núcleo original do Jabutiana, formado por pessoas de perfil rural, remonta a meados do século XX, quando a área ainda pertencia ao vizinho município de São Cristóvão. Esse núcleo, atualmente resumido a apenas uma rua, vê-se "engolido" com tantos empreendimentos imobiliários na região. As tradicionais atividades de pecuária, extração de coco e caça de crustáceos praticamente desapareceram. Com o novo perfil de moradores do bairro os nativos buscam empregos na construção civil e em atividades domésticas.
Com a ocupação de propriedades rurais, que predominaram na região até a década de 1970, algumas dessas áreas foram transformadas em assentamentos irregulares, como o Largo da Aparecida, que posteriormente foi regularizado pela Prefeitura de Aracaju. Esses primeiros núcleos de ocupação deram início à urbanização do bairro.
Entre o final da década de 1970 e o início da década de 1980, o Instituto de Orientação às Cooperativas Habitacionais de Sergipe (INOCOOP) foi responsável por construir dois dos mais importantes conjuntos habitacionais da região: o Conjunto J.K. e o Conjunto Sol Nascente. Esses empreendimentos foram projetados para atender à demanda de habitação de famílias de classe média, especialmente servidores públicos e trabalhadores com renda entre 5 e 10 salários mínimos. Posteriormente, em 1993, o Conjunto Santa Lúcia foi implantado pela COHAB/CEHOP, marcando o início da verticalização do bairro com a construção de condomínios habitacionais.
Já no início dos anos 2000, o bairro passou por uma transformação significativa com a chegada do Programa de Arrendamento Residencial (PAR), que ampliou a oferta de moradias populares. Mais recentemente, a partir de 2009, o programa Minha Casa Minha Vida (PMCMV) impulsionou ainda mais a urbanização da região, resultando em um aumento expressivo da densidade populacional. Esses programas habitacionais foram acompanhados pelo interesse do mercado imobiliário privado, que passou a investir na construção de condomínios horizontais e verticais voltados para as classes média e alta.

Embora existam comunidades onde a pobreza são mais elevadas, a exemplo do Largo da Aparecida, essas comunidades instaladas em uma área onde o solo é bastante valorizado, a tendência é também desaparecerem através do fenômeno sócio-econômico de gentrificação, em que os moradores recebem boas ofertas por seus imóveis (terrenos), vende-os e migram para outros bairros mais pobres. No lugar das antigas residências levantam-se condomínios fechados ou loteamentos para estratos sociais mais elevados.

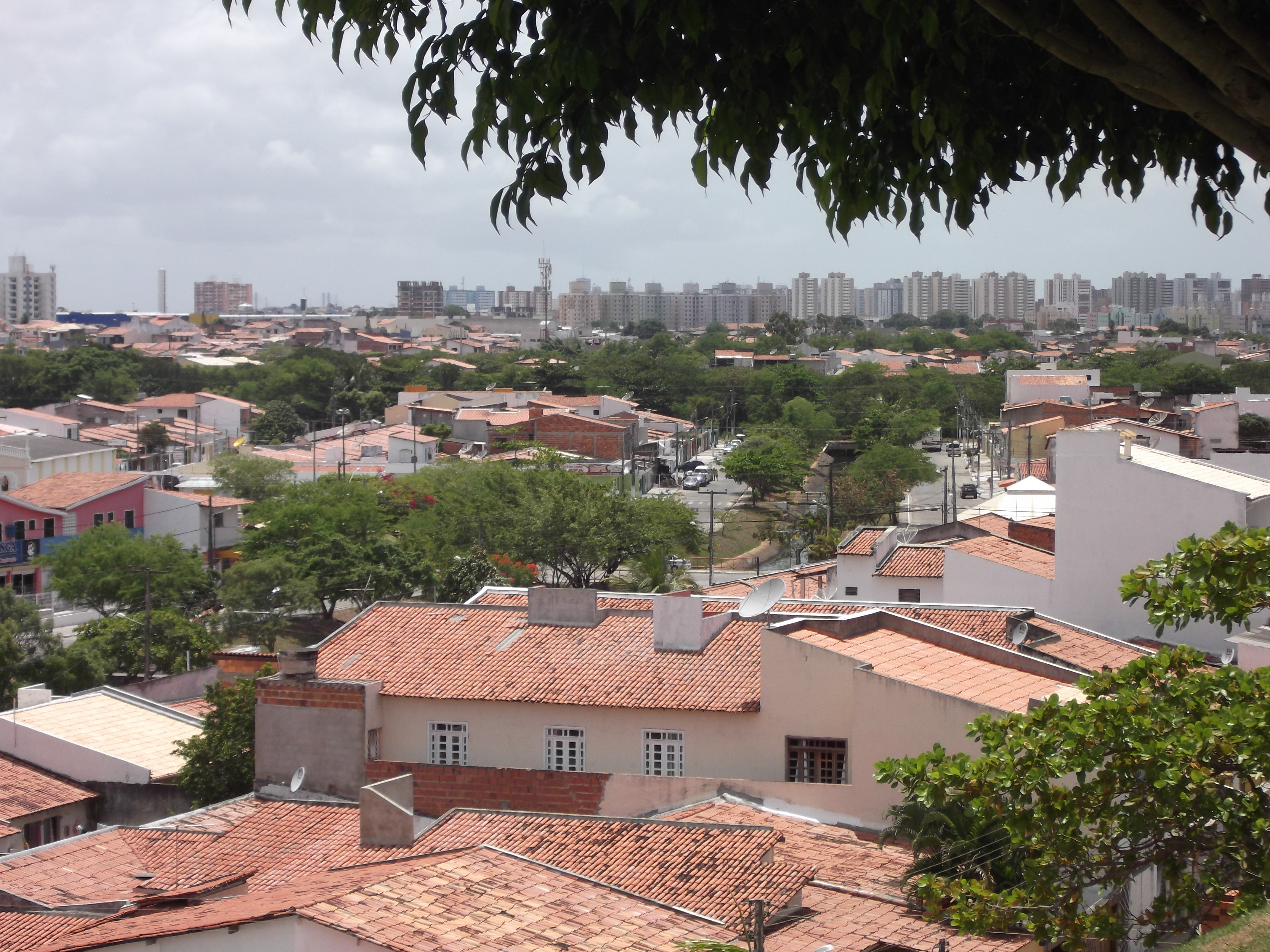
Conjunto Santa Lúcia, Jabutiana, Aracaju-SE, 2012

Sendo nova aposta no crescimento imobiliário em Aracaju, sua localização na Zona Oeste se distancia das áreas mais movimentadas, o suficiente para manter a predominante característica residencial dos seus conjuntos habitacionais já existentes. Vale ressaltar que o bairro Jabutiana não corresponde apenas aos novos condomínios fechados da atualidade. Os Conjuntos Sol Nascente, JK (ambos do início da década de 1980), Santa Lúcia (1990) e a comunidade do Largo da Aparecida também integram região.

## Comércio e Serviços
A Avenida Tancredo Neves, que margeia o bairro, faz ligação com a BR-235, entrada/saída de Aracaju. Nela, estão presentes estabelecimentos de diversos setores comerciais, concessionárias de veículos, escolas, mercados atacarejos, restaurantes e postos de combustíveis. A Avenida Farmacêutica Cezartina Régis, que divide os conjuntos Sol Nascente e JK, tem se transformado em um subcentro de comércio e serviços diversificados.

## Problemas
A chegada de empreendimentos privados trouxe mudanças significativas para o bairro, mas também gerou desafios. Muitas construções recentes ocuparam áreas ambientalmente sensíveis, como terrenos próximos a manguezais e corpos d'água, contribuindo para o assoreamento de rios e agravando os problemas de drenagem urbana. As enchentes recorrentes durante períodos de chuva são um reflexo da ocupação desordenada e da falta de infraestrutura adequada para atender à demanda crescente.
No entanto existem comunidades onde há ainda um considerável contingente de pobreza, a exemplo do Largo da Aparecida, antiga área de invasão que até hoje convive com grandes problemas sociais tais como criminalidade em geral, acúmulo de materiais recicláveis por catadores autônomos em pequenos terrenos, uma expressiva população de cães e gatos de rua e inundações no período das chuvas. Em abril de 2015 essa comunidade organizou uma grande manifestação na Avenida Tancredo Neves reivindicando melhorias como sinalização horizontal e vertical para condutores de veículos e pedestres. O objetivos era reduzir o número de acidentes nesta mesma avenida que causavam morte de moradores e violentas colisões de veículos. Essa manifestação causou um dos maiores congestionamentos já registrados na capital sergipana.
Um outro problema atual do bairro é a pouca acessibilidade, já que existem apenas duas entradas asfaltadas pelo Conjunto Sol Nascente e uma pelo Largo da Aparecida, além do crescente adensamento populacional na área e o aumento do número de veículos. Em dezembro de 2013 foi inaugurada a obra de ampliação do Viaduto do DETRAN, rebatizado com o nome de Manoel Celestino Chagas, reduzindo os problemas de mobilidade na região, principalmente em horários de pico. Em 2014 a Estrada da Jabotiana, que liga o bairro Jabotiana ao Conjunto Castelo Branco, foi pavimentada. Outra esperança de melhoria do trânsito na área era a promessa da classe política de construção do Anel Viário que partiria da BR-235 em Nossa Senhora do Socorro, passará pelo Rosa Elze, Barreiro e Várzea Grande em São Cristóvão, chegando em Aracaju desde a Jabutiana até a Aruana. O projeto, no entanto, não saiu do papel.
A área territorial do bairro é grande, uma das maiores da capital, mas não há integração entre diferentes espaços urbanos. Há uma faixa contínua entre Aloque, Sol Nascente, Santa Lúcia e Largo da Aparecida. Desse ponto até o limite com o bairro Capucho há núcleos condominiais isolados.
Atualmente, ocorre um processo de conurbação com o território de São Cristóvão através de condomínios fechados. Esses condomínios são entregues em situações de infraestrutura básica incompleta: ruas sem pavimentação e iluminação, coleta de lixo precária, transporte público irregular ou inexistente. A Jabotiana é um dos logradouros de Aracaju que mais carecem de um plano diretor renovado e de um estudo sério entre as prefeituras de Aracaju e São Cristóvão para ratificar limites territoriais e comprometimento com os serviços públicos aos seus munícipes.

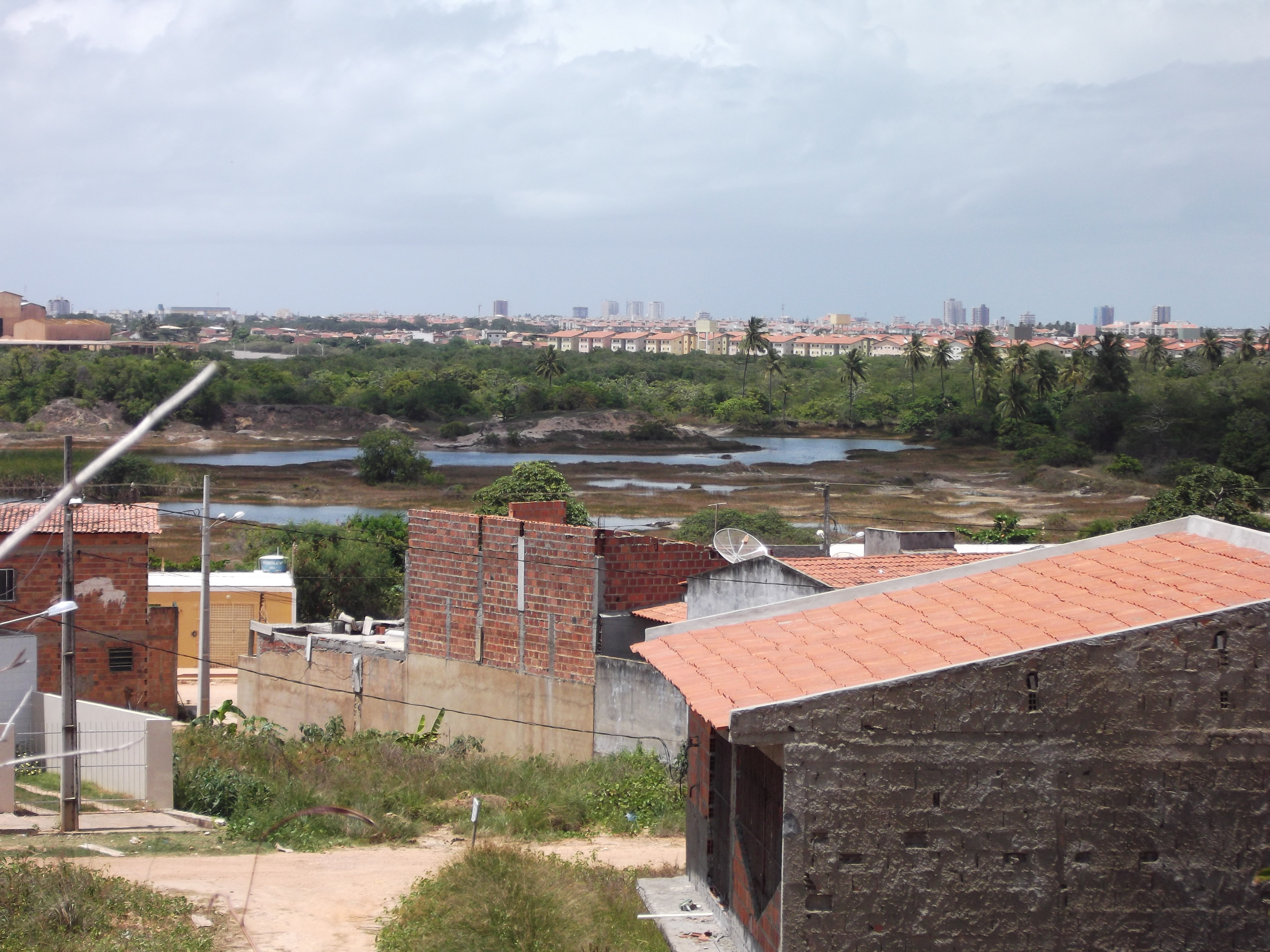
Lagoa Doce, Jabutiana, Aracaju-SE, 2012

 A Jabotiana é tida como a última grande área verde de Aracaju, mas a expansão imobiliária tem trazido sérios impactos ambientais como o lançamento de dejetos no rio Poxim, desmatamento do manguezal e aterramento de lagoas marginais, comprometendo o equilíbrio ecológico, retirando o sustento econômico de antigos pescadores e catadores de crustáceos. Os impactos já podem ser sentidos como as constantes inundações durante o período chuvoso que vai de maio a agosto.

## Transporte Público
Em relação ao transporte coletivo, a Jabutiana possui uma linha radial que a liga ao Centro: 706-Santa Lúcia/Centro. Existem, ainda, quatro linhas alimentadoras que atravessam o bairro e fazem ligação ao Terminal do Distrito Industrial de Aracaju (DIA): 402.1-Santa Lúcia/DIA 01, 402.2-Santa Lúcia/DIA 02, 402.3-Santa Lúcia/DIA 03 e 406-Aloque/DIA.